# آلکساندر آلپاسلان
آلکساندر آلپاسلان (ارمنی: Ալեքսանդր Ալփասլան زادهٔ ۱۸۵۹ - درگذشته ۲۸ اکتبر ۱۹۱۹) شاعر، مترجم اهل ارمنستان بود.

## زندگی‌نامه
وی با نام اصلی آلکساندر گئورگی پانوسیان (ارمنی: Ալեքսանդր Գևորգի Փանոսյան) در ۱۸۵۹ در کنستانتینوپل به دنیا آمد و از آموزشگاه نوبار-شاهنازاریان (۱۸۷۲) فارغ‌التحصیل گشت.  وی در ۲۸ اکتبر ۱۹۱۹ در سن ۶۰ سالگی در کنستانتینوپل درگذشت.